# Oude Gentweg

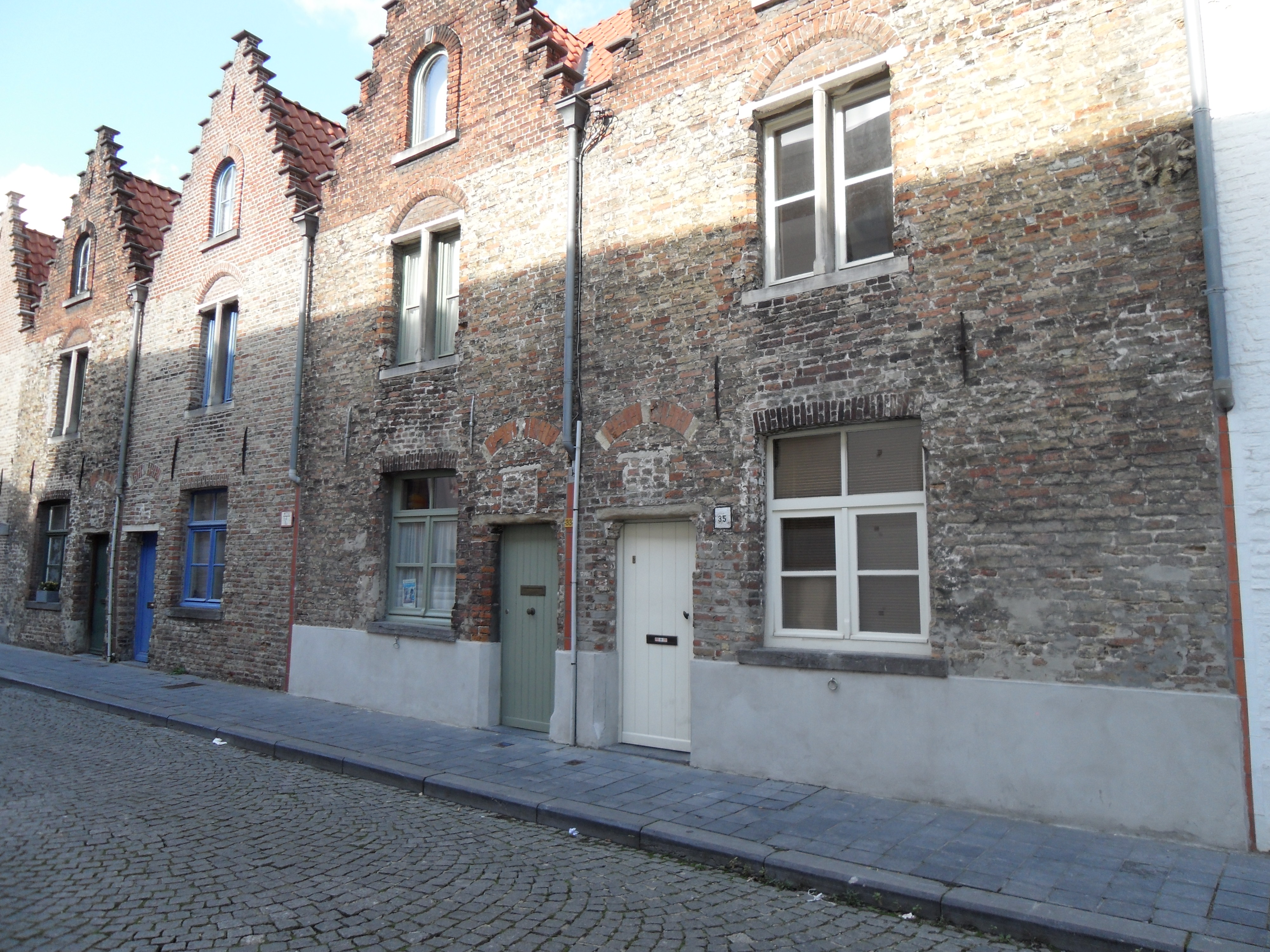
Godshuizen aan de Oude Gentweg

De Oude Gentweg is een straat in Brugge.

## Beschrijving
Vertrekkende van de Ankerplaats, richting Gentpoort, waren er vanaf de 13de eeuw of vroeger twee parallelle straten. Dat de ene de Nieuwe Gentweg was en de andere de Oude Gentweg, mag zonder te veel risico op vergissing doen aannemen dat de tweede de oudste was.
In 1398 werd voor het eerst de Nieuwe Gentweg vernoemd, duidelijk in oppositie met de Oude Gentweg. Die Nieuwe moest er toen al wel een tijdje zijn, want in 1332 al had men het over de Oude Gentweg.
De Oude Gentweg loopt van de Ankerplaats of Katelijnestraat tot aan de Gentpoort.

## Bekende bewoners
- Gerard Eneman